# Моав
Моав (хебр. מואב, грч. Μωαβ) је било древно левантско краљевство у западном делу данашње државе Јордан. То је једна безводна висораван, која се налази на источним обалама Мртвог мора и јужно од реке Јордан (Књига бројева, 35:1). Северозападно од Моава налазио се Израиљ, северно Амон а јужно Едом тј. Идумеја. Податке о Моаву великим делом црпимо из Старог завета, према коме су Моавци потомци Лота. Становник Моава је била и Рута, јунакиња своје књиге и прабаба краља Давида.
Престоница Моава био је град Моаб Кериоф (Књига пророка Амоса, 2:2). Међу значајним упориштима, такође се помињу и Кир Харешет (Четврта књига о царевима, 3:25}; Књига пророка Исајије, 16:7), Ар Моав, Кир Моав (Књига пророка Исајије, 15: 1), а постоје и различите верзије имена, које се односе на исти град Карак.
Неко време Моав је био вазална држава Израиља, али после смрти Ахава , Моав је поново повратио независност (Четврта књига о царевима, 3:4).